# Joe Blade
Joe Blade (Джо «Лезвие» Блейд) — серия компьютерных игр, созданных Колином Свинбоурном и выпущенных компанией Players. Все три части приключений выполнены в жанре платформера. Игроку предстоит управлять персонажем, проходя сквозь комнаты, уничтожая врагов, спасая мирных людей, обезвреживая бомбы, и этот принцип игры сохраняется во всех частях.

## Joe Blade
В первой части Джо Блейд вооруженный автоматом, отправляется на задание в качестве солдата-одиночки, посланного во вражеский комплекс для освобождения дипломатов. Из-за сходства вражеских персонажей с солдатами СС игра была запрещена на территории Германии.

## Joe Blade 2
Продолжение Joe Blade вышло через год после выхода оригинальной игры. Действие игры разворачивается на улицах города. Главному герою предстояло очистить город от преступников. В качестве нововведения Джо Блейд научился уничтожать противников ударом ногой в прыжке.

## Joe Blade 3
Joe Blade 3 вернулась к первоначальной задумке. Герой вновь был вооружён автоматом и отправлен в военный командный штаб. Протагонист утратил способность вступать с противниками в рукопашную схватку, также заметно увеличилась в размерах карта игры.

## Наследие
В 1991 компания Players выпустила игру Prison Riot (тюремный бунт), пиратские копии которой часто распространялись под названием Joe Blade 4.